# Dorcadion turcicum
Dorcadion turcicum là một loài bọ cánh cứng trong họ Cerambycidae.